# Stratasys
Stratasys, Inc. è una azienda che produce macchine per la produzione digitale diretta, stampanti 3D e prototipazione rapida.
I sistemi di prototipazione rapida di Stratasys utilizzano due tipi di tecnologie: modellazione a deposizione fusa (FDM) e Polyjet. FDM è un processo brevettato da questa azienda per realizzare i campioni direttamente dal file 3D, realizzandolo strato per strato, depositando il materiale.
Gli ingegneri usano i sistemi Stratasys per realizzare modelli in materiali termoplastici come l'ABS, polyphenylsulfone (PPSF), policarbonato (PC), nylon e politermide. Stratasys è partner di Fortus, RedEye On Demand e Dimension Printing.

## Storia
L'azienda nacque nel 1989 e il quartier generale si trova a Eden Prairie nel Minnesota.
L'offerta pubblica iniziale su NASDAQ avviene nell'ottobre 1994 e l'azienda raccoglie 5.7 milioni di dollari.
Nel gennaio 1995 Stratatys compra la proprietà intellettuale di IBM sulla prototipazione rapida.
Nel 2007 Stratasys fornisce il 44% di tutte le stampanti 3D del mondo, rimanendo per il sesto anno consecutivo leader del settore.
Nel gennaio 2010 Stratasys firma un accordo con HP per produrre stampanti 3D.
Nel maggio 2011 viene annunciata l'acquisizione di Solidscape.
Il 16 aprile 2012 viene annunciata l'unione con l'azienda israeliana Objet Geometries con sede a Rehovot, con una partecipazione al 55% da parte di Stratasys, la fusione viene completata il 3 dicembre 2012 e la nuova azienda ha una capitalizzazione di mercato di 3 miliardi di dollari.
Il 19 giugno 2013 Stratasys annuncia l'acquisizione di MakerBot Industries per 607 milioni di dollari.
Nel 2019 Stratasys viene premiata dalla 3D Printing Industry per la stampante 3D a polimeri J750.